# Jean-François Keysers
Jean-François Keysers (Brecht, 15 april 1812 – aldaar, 12 januari 1892) was een Belgisch notaris en politicus voor de Katholieke Partij.

## Levensloop
Hij was de zoon van Josephus Keysers, notaris en voormalig burgemeester van Brecht, en Elisabeth Van den Cauwelaer. Hij volgde zijn vader op als notaris en groeide uit tot een van de rijkste Belgen. Hij was woonachtig in Kasteel Neut. Voor een van zijn dochters kocht hij later het pand de Rode Leeuw. Vervolgens liet hij beiden verbinden door een brug.
In 1840 werd hij politiek actief als gemeenteraadslid en schepen te Brecht. Op 12 juli 1848 werd hij tevens verkozen als Antwerps provincieraadslid voor het kiesarrondissement Antwerpen. Dit mandaat oefende hij uit tot 23 mei 1886. Tevens was hij een tijdlang burgemeester te Brecht, een mandaat dat hij uitoefende tot 1887. Hij werd opgevolgd door zijn schoonzoon Thomas Van der Veken in deze hoedanigheid.
Hij was ridder in de Leopoldsorde.